# Hullámimpedancia (vezeték)
Elegendően nagy frekvenciák esetén egy (táv)vezeték a hullámimpedanciájával jellemezhető. Ez általános esetben a pozitív irányba haladó feszültség, és a pozitív irányba haladó áram komplex amplitúdójának hányadosa. Ideális távvezeték esetén ez az érték tisztán valós, ekkor ohmos veszteség, vagyis Joule-hő nem keletkezik a távvezetéken, ilyenkor hullámellenállásnak szokás nevezni.

## A frekvencia szerepe
A távvezeték-modell egy kétvezetős modell. Azaz egy oda- és egy visszavezetésből áll. Legyen a távvezeték átmérője {\displaystyle d}, valamint a vezetékek hossza {\displaystyle L}. A vezetékeken a feszültség és az áram hullámként terjed, a terjedés sebessége függ a távvezeték-paraméterektől, vagyis a távvezeték, és a vezetékek közti szigetelő anyagától. Ez a {\displaystyle c},  sebesség felírható a hullámoknál megszokott módon is:
{\displaystyle c=\lambda f}.
A távvezeték-modell akkor alkalmazható, ha a következő megfontolások igazak:
{\displaystyle L,\lambda >>d}.

## Matematikai modell
A távvezetéken kialakuló hullám komplex amplitúdójára vonatkozó Helmholtz-egyenletek megoldásai:
{\displaystyle U(z)=U_{+}e^{-\gamma z}+U_{-}e^{\gamma z}}
{\displaystyle I(z)=I_{+}e^{-\gamma z}-I_{-}e^{\gamma z}}
ahol {\displaystyle \gamma } a terjedési együttható, {\displaystyle z} a terjedés iránya. Ekkor a {\displaystyle Z_{0}} hullámimpedancia:
{\displaystyle Z_{0}={\frac {U_{+}}{I_{+}}}={\frac {1}{R'+j\omega L'}}={\sqrt {\frac {R'+j\omega L'}{G'+j\omega C'}}}},
ahol {\displaystyle R'} a távvezeték hosszegységre eső ellenállása, {\displaystyle L'} a hosszegységre eső induktivitása, {\displaystyle G'} a vezetékek közötti szigetelőanyag tökéletlenségéből adódó hosszegységre eső átvezetése, {\displaystyle C'} a vezeték-szigetelő-vezeték rendszer hosszegységre eső kapacitása.

## Gyakorlati modell
Ha érpárra vagy koaxiális kábelre egyenfeszültségű tápforrást kapcsolunk, a kábelben áram indul meg. Az áram terjedéséhez idő kell, így az áram nem ér azonnal végig a kábelen. Amíg az áram nem ért végig a kábelen, a tápforrásra addig is terhelést gyakorol, függetlenül attól, hogy a kábel másik végén szakadás vagy rövidzár van. A terhelés mértéke ilyenkor független attól, mi van a kábel másik végére kapcsolva. Ha ebben a rövid időintervallumban megmérhetnénk a kábelben folyó áram erősségét, és a tápforrás kapocsfeszültségét, ebből a 2 értékből Ohm törvényével közvetlenül kiszámolhatnánk a kábel hullámimpedanciáját.
Abban az időpillanatban, amikor az áramhullám végigér a kábelen, 3 dolog történhet:
- Ha a kábel tápforrással ellentétes végére pont akkora ellenállás van kapcsolva, mint amekkora a kábel hullámimpedanciája, nem történik semmi, a tápforrást pont ugyanolyan mértékben terheli továbbra is, mint amikor még nem ért végig az áram.
- Ha a kábel tápforrással ellentétes végére semmi sincs kötve, megszűnik a terhelés.
- Ha a kábel tápforrással ellentétes vége össze van kötve, ettől a pillanattól kezdve fog rövidzárként viselkedni.

Minden olyan esetben, amikor a kábel nem a hullámellenállással azonos értékű  ellenállással van lezárva, abban az időpillanatban, amikor odaér az áram- vagy feszültséghullám, ugrásszerűen változik meg a terhelés, ami a kábelben további áram- vagy feszültséghullám kialakulását okozza. Ezt nevezzük kábelvisszhangnak. Problémát akkor okoz, ha a kábelen a kábel hosszával összemérhető hullámhosszú váltóáramot viszünk át.

## Illesztett lezárás
Ha a távvezetéket a hullámimpedanciájával megegyező nagyságú impedanciával zárjuk le, akkor elkerülhető a reflexió, azaz hogy a továbbított jel a vevőtől (nyelőtől) ugyanazon az úton visszajusson az adóhoz, torzítva így a csatorna jelét. Ekkor nincs negatív irányban haladó hullám.